# I'm Only Sleeping
I'm Only Sleeping (Lennon/McCartney) är en låt av The Beatles från 1966.

## Låten och inspelningen
Denna låt behövde man jobba med under fyra inspelningstillfällen (27 och 29 april samt 5 och 6 maj 1966) för att få till de klanger och den sångröst som John Lennon önskade. Den letargiska och inåtvända texten baseras delvis på hans eget tillstånd där han ofta befann sig i ett tillstånd mellan dröm och verklighet på grund av sitt allt kraftigare LSD-missbruk. Utöver de drömska ljudeffekterna hade man möda med att få till rätt gitarrljud och George Harrison ägnade sex timmar enbart åt detta. Stilistiskt är låten något inspireras av Music Hall, kanske via The Kinks nummer vid denna tid. Låten kom med på LP:n Revolver, som utgavs i England 5 augusti 1966 medan den i USA kom ut på LP:n Yesterday... and Today som utgavs 20 juni 1966. 